# کوهستان خون‌آشام

طرح روی جلد نسخه آمریکایی

کوهستان شبح  داستانی نوشته دارن شان به ترجمه سوده کریمی از سری قصه‌های سرزمین اشباح(چهارمین جلد)

## رده بندی
رمان تخیلی نوجوانانه، کمی ترسناک

## کتاب قبلی و کتاب بعدی
دخمه خونین|کوهستان شبح|آزمون‌های مرگ

## مشخصات نسخه فارسی
در ۱۸۷ صفحه توسط انتشارات قدیانی(کتاب‌های بنفشه) چاپ و منتشر شده‌است.

## داستان
هشت سال از زمانی‌که دارن شان یک نیمه شبح شد می‌گذرد. اکنون زمان آن رسیده که دارن به شاهزاده‌های اشباح معرفی بشه.لارتن کرپسلی به دارن میگفت که اشباح هر دوازده سال یکبار در مکانی دور در یک کوهستان یک جلسه تشکیل می‌دهند که به آن شورا میگویند. لارتن قصد داشت که دارن رو در این جلسه شورا به شاهزاده‌ها معرفی کنه بنابراین به دارن گفت که باید آماده شه تا به کوهستان اشباح بروند. دارن میخواست دوست صمیمیش ایورا ون را هم با خود بیاره. ایورا بهترین دوست دارن بود که از وقتی دارن به سیرک آمده بود با هم دوست بودند. اما دارن در این هشت سال فقط یکی دو سال رشد کرده بود اما ایورا بخاطر رشد طبیعیش الان سنش زیاد شده بود و با اینکه این دو دوستی خودشونو حقظ کرده بودند ولی عملاً روابطشون دیگه مثل سابق نبود. اما لارتن به دارن گفت که امکان نداره که ایورا هم با اونا بیاد و باید دو نفری برند. لارتن میگفت که اونا نمی‌تونند هیچ چیز خاصی رو با خودشون بیارند و باید با لباس ساده و بدون لباس گرم سفر کنند اما به دارن گفت که خانوم اکتا رو با خود بیاره تا اونو به یک نفر نشون بده. دارن وقتی داشت با دوستانش خداحافظی می‌کرد تنها کسی رو که انتظار دیدنشو نداشت رو دید.دیسموند تینی که قدرتمندترین فرد جهان و صاحب آدم کوچولوها بود یکراست به کاروان آقای تال رئیس سیرک عجایب رفت رفت و به دارن گفت که لارتن رو صدا کنه. لارتن که حسابی جا خورده بود به سرعت همراه دارن به کاروان آقای تال رفت. دیسموند میگفت که دارن از وقتی اولین بار دیده خیلی جنگنده تر و قویتر بنظر میرسه. دیسموند میگفت که مبارزه با مرد گرگی و مرلو اونو حسابی ورزیده کرده. با شنیدن اسم مرلو دارن و لارتن حسابی به خودشون لرزیدند.قضیه مرلو را فقط دارن و لارتن و ایورا میدونستند و اون‌ها هم فقط به آقای تال ماجرا رو گفته بودند. اینکه تینی اینو میدونست خیلی خطرناک بود چون میتونست این موضوع رو به شبح واره‌ها بگه. تینی گفت که اون‌ها الان که قراره به کوهستان اشباح برند باید دو تا از آدم کوچولوهای اونو هم با خودشون ببرند. لارتن و دارن مخالفت کردند و گفتند که هرگز اینکارو نمی‌کنند. اونا میگفتند که آدم کوچولوها دست و پا گیرند و در ضمن نمیتونند براشون غذا پیدا کنند. تینی گفت که اونا به هیچ وجه دست و پا گیر نیستند و خودشونم غذای خودشونو پیدا می‌کنند و درضمن اونا از شما محافظت می‌کنند. لارتن بازم میخواست مخالفت کنه که تینی سرش داد زد و گفت که دیگه بحثی نیست. دارن و لارتن به همراه دوتا از ادم کوچولوهای تینی به راه افتادند. یکی از اون‌ها پای چپش می لنگید و دارن و ایورا قبلاً اسمشو لفتی گذاشته بودند. اون‌ها چند هفته پیاده‌روی می‌کردند. کوهستان خیلی دور بود و لارتن میگفت رسیدن به کوهستان خودش یک آزمون سخته و بنابراین ما نمیتونیم از لباس‌های گرم استفاده کنیم یا کفش بپوشیم یا از پرواز نامرئی استفاده کنیم. چند روز بعد در میانه‌های کوهستان دارن با چهار تا گرگ دوست شد. اسم گرگ نر رو استریک و اسم بچه گرگ رو رودی گذاشت. دو ماده گرگ هم با اون‌ها بودند. لارتن میگفت که گرگ‌ها پسر خاله‌های ما هستند و در افسانه‌ها میگند که ما از یک نسلیم. بین راه چند مکان استراحت گذاشته بودند و وقتی اون‌ها یکی از این‌ها رو پیدا کردند وارد شدند تا استراحت کنند اما لارتن متوجه شد که اونجا خون یک شبح ریخته و وقتی خواستند بیاند بیرون متوجه یک نفر شدند. اون فرد دوست قدیمیشون گاونر پورل بود. گاونر یکی از ژنرال‌های اشباح بود. لارتن قضیه خون شبح رو به گاونر گفت و اونا فکر می‌کردند که یک شبح اینجا مرده بنابراین به راهشون ادامه دادند. اینکه چه کسی اونو کشته ذهنشونو درگیر کرده بود. حیوانهایی که توی اون کوهستان بودند و شکارچی‌های اشباح قاعدتا زور یک شبح رو نداشتند بنابراین به این نتیجه رسیدند که شاید کار یک شبح واره دیوانه و سرگردان بوده. یک روز که لارتن و گاونر و استریک برای گشت زنی و دیده بانی رفته بودند دارن با رودی به کنار نهری که اون نزدیکی بود رفتند که ناگهان یک خرس وحشی و هار به اونا حمله کرد. دارن فرار کرد اما خرس رودی رو گیر آورد و دارن برای نجاتش برگشت و در همان لحظه دو ماده گرگ هم به کمکشون اومدند. اونا رودی رو نجات دادند ولی خرس دارن رو زمین زد و به سراغش اومد. وقتی خرس بالای سر دارن اومد دوتا آدم کوچولوها به کمکش اومدند. یکشون روی سر خرس پرید و با خرس درگیر شد. اما خرس اونو تیکه پاره کرد و به سمت دارن انداخت. در همون لحظه لفتی با خرس درگیر شد و دارن هم یکی از استخوان‌های آدم کوچولوی مرده رو که از بدنش بیرون زده بود رو برداشت و اونو تو سر خرس فرو کرد و اونو کشت. بعد دارن کنار لفتی رفت و گفت که متاسفم. در اون لحظه اتفاقی افتاد که دارن و هیچ کس دیگری انتظارشو نداشتند. لفتی به حرف دراومد و با مکس و به سختی گفت که اسم من لفتی نیست. اسم من هارکات مولدز هست. بعد لارتن و گاونر رسیدند و دارن تمام ماجرا رو براشون گفت. لارتن و گاونر که ماجرا رو باور نمی‌کردند به سراغ هارکات رفتند و متوجه شدند که اون واقعا حرف میزنه. هارکات میگفت که همیشه میتونسته حرف بزنه اما دلیلی نمی‌دیده که حرف بزنه. اون میگفت که نمیدونه که آیا بقیه آدم کوچولوها هم میتونند حرف بزنند یا نه. میگفت که اونا میتونند ذهن همه بخونند و بنابراین نیازی به حرف زدن نداشتند. میگفت که اون‌ها بینی ندارند و حس چشایی هم ندارند ولی گوشهاشون زیر پوستشونه. اونا مو و مژه و ابرو و پلک هم ندارند. هارکات گفت که قبلاً یک سایه بوده و تینی با اون قرارداد بسته که در صورت دادن جانی دوباره به اون یک کاری براش بکنه. هارکات میگفت که اصلا یادش نمیاد که چه قرار دادی با تینی امضا کرده. لارتن سراغ خرس رفت و متوجه شد که اون بخاطر خوردن خون شبح واره هار شده بوده. اونا فهمیدند که احتمالا همین شبح واره اون شبح رو کشته. اونا رد خرس رو گرفتند و به جنازه شبح واره که دفن شده بود رسیدند. گاونر خیالش راحت شد که اون مرده اما برعکس نگرانی‌های لارتن زیاد شد. لارتن میگفت که درسته اون مرده ولی چه کسی اونو اینجا دفن کرده؟لارتن میگفت که امکان نداره دو شبح واره دیوانه هم‌زمان اینجا اومده باشند.شب لارتن از هارکات پرسید که چرا الان به سکوتش پایان داده؟هارکات گفت که یک پیغام از طرف تینی برای شاهزاده‌ها داره. با اصرار لارتن و گاونر، هارکات پیغامشو به اون‌ها گفت. هارکات گفت که شب ارباب نزدیک است. دارن هیچی از این پیغام سر در نیاورد ولی لارتن و گاونر مثل گچ سفید شده بودند. بعد از مدتی بحث دو نفره بین لارتن و گاونر اونا داستان رو برای دارن تعریف کردند. اونا گفتند داستان مربوط به 700 سال پیش و زمان جدایی شبح واره‌ها از اشباح هست. روزی تینی با تعداد زیادی از آدم کوچولوها به کوهستان اشباح اومد. تینی با خودش دو هدیه برای اشباح آورده بود. یکی از اون‌ها یک گنبد بود. این گنبد غیرقابل نفوذ بود. اشباح تو این 700 سال با هر وسیله‌ای که بوده سعی کردند که به اون نفوذ کنند اما موفق نشدند. این گنبد از اون زمان تالار شاهزاده‌ها شده و درش هم فقط به وسیله دست شاهزاده‌ها باز میشه. هدیه دوم هم سنگ خون بود. لارتن گفت تو میدونیکه اشباح میتونند با کسانیکه تمرین کردند از طریق ارتباط ذهنی همدیگه رو پیدا کنند اما به وسیله سنگ خون میشه هر شبحی که هست رو پیدا کرد. همه اشباح مقداری از خونشون رو به سنگ میدند تا در قبیله شناخته بشند. دارن پرسید که آیا شبح واره‌ها هم میتونند از اون استفاده کنند؟لارتن گفت بله میتونند برای همین خیلی‌ها معتقدند که باید اونو نابود کنیم اما به دلیلی که بعدا میگم اینکار رو نکردیم. از سنگ خون به شدت مراقبت میشه و اون داخل تالار شاهزاده هاست. اما تینی بعد از دادن هدیه‌ها گفت که شبح واره‌ها به‌طور منظم سازمان دهی نشدند یعنی رهبری ندارند و مثل ما طبقه‌بندی(شاهزاده‌ها و ژنرال‌ها و اشباح عادی)نشدند اما شبی یک نفر پیدا میشه که اونهارو برای جنگ علیه اشباح منظم میکنه و اون فرد ارباب شبح واره هاست و پیغام هارکات یعنی اون پیداش شده اما تینی با ما گفت تنها یک راه برای نجات هست و اون سنگ خون هست. ما نمیدونیم چطوری قراره سنگ خون ما رو نجات بده اما تصمیم گرفتیم که نگهش داریم و ازش مراقبت کنیم. چند روز بعد آن‌ها به قلعه اشباح رسیدند و از گرگ‌ها جدا شدند. هر چهار نفرشون به در ورودی اومدند و خودشونو معرفی کردند. نگهبان دروازه ورود لارتن و گاونر رو تأیید کرد. لارتن گفت که دارن یک نیمه شبح و دستیار منه و نگهبان دارن رو هم تأیید کرد. در پایان لارتن گفت که هارکات یک آدم کوچولو هست و از طرف آقای تینی یک پیغام داره. نگهبان که حسابی ترسیده بود ورود هارکات را هم تأیید کرد. اونا روی صندلیهایی که برای تازه واردین تدارک دیده شده بود نشستند که مسئول تدارکات کوهستان کنارشون آمد. لارتن با دیدن دوست مسنش حسابی خوشحال شد.سبا نایل اولین مربی لارتن بود و از نظر سن با داشتن 700 سال سن دومین شبح مسن محسوب میشد. سبا از اینکه دارن رو میدید خیلی خوشحال شده بود و به لارتن یاد آوری می‌کرد که میگفته هرگز دستیار نمی‌خواد. لارتن به دارن گفت که خانوم اکتا رو به سبا نشون بده. سبا از دیدن عنکبوت به اون شگفت انگیزی جا خورده بود. لارتن به دارن گفت که سبا شناخت زیادی از عنکبوتها داره و به اون‌ها علاقه زیاد داره. لارتن به سبا گفت که میخواد اکتا رو بهش بده. سبا این پیشنهاد رو رد کرد و اونو به دارن داد تا ازش مراقبت کنه. اون‌ها مدتی در کنار سبا خوش گذروندند و بعد به اتاق‌هاشون رفتند. دارن تصمیم گرفته بود که با هارکات در یک اتاق بخوابه. بعد گاونر هارکات رو برداشت و به تالار شاهزاده‌ها برد. لارتن میگفت اونا قراره از هارکات بازجویی کنند ولی ما تا از طرف شاهزاده‌ها دعوت نشیم نمیتونیم وارد تالار شاهزاده‌ها بشیم. در چند روز بعد دارن میدید که لارتن به شدت شبیه سبا هستش و از طرفی از بودن در بین اشباح خوشحاله اما یک مسئله‌ای بود. دارن میدید که تمام اشباح با دیدنش شوکه میشند. وقتی که علتشو پرسید فهمیید که شبح کردن فردی به سن دارن خلاف قوانین هست و لارتن باید برای اینکار پاسخگو باشه. بعد دارن با یکی از جوانترین اشباح آشنا شد. این شبح مو بور کوردا اسمالت نام داشت. کوردا شبح جوان و صلح گرایی بود. اون مانند بقیه اشباح سنتی نبود و با مغزش کار می‌کرد و همش در فکر صلح با شبح واره‌ها بود. بعضیا اصلا از طرز فکر کوردا خوششون نمی‌اومد و اونو خائن میدونستند. کوردا قرار بود که تا چند روز دیگه یک شاهزاده بشه. اون جوانترین شاهزاده تاریخ میشد. کوردا دارن رو به مکان‌های مختلف اشباح برد. در اونجا دارن چند انسان رو دید که خیلی هم شبیه انسان نبودند. کوردا میگفت اون‌ها نگهبانان خون هستند. میگفت ما نمی‌دونیم اونا از کجا اومدند ولی اون‌ها هستند که در عوض یه چیزایی خون مورد نیاز مارو تأمین می‌کنند. موقع ناهار وقتی دارن و گاونر و کوردا در کنار تعدادی دیگر از اشباح ناهار میخوردند دارن پرسید که چرا اینجا هیچ شبح زنی وجود نداره. کوردا میگفت که اشباح زن داریم ولی تعدادشون خیلی کمه چون اشباح نازا هستند. دارن بعد از شنیدن این موضوع قیافش تو هم رفت. کوردا وقتی فهمید دارن حتی این موضوع رو هم نمی‌دونه حسابی از دست لارتن عصبانی شد. کوردا میگفت لارتن یک بچه رو نیمه شبح کرده اونم بدون اینکه مهم‌ترین چیزهای زندگی شبحی رو براش بگه. بعد از ناهار کوردا دارن رو به تالار بازی‌ها برد. در این تالار اشباح مسابقاتی مثل کشتی، بوکس، کاراته و ... انجام میدادند. رییس این تالار شبح یک چشمی به نام وینز بلین بود. کوردا میگفت که وینز یکی از بهترین جنگجوها و از طرفی یکی از خندان‌ترین اشباح هست. وینز یکی از چشمهایش رو در مبارزه با یک شیر از دست داده بود. بعد از گذر از چند زمین بازی دارن به تخته‌های تعادل رسید. در این تخته‌ها دو نفر با چوب باید با هم مبارزه می‌کردند و شبحی که از تخته‌ها پایین میوفتاد بازنده بود. در اونجا یک شبح زن به نام آرا سیلز که دارن فهمید قبلاً همسر لارتن بوده یک شبح رو شکست داد(ازدواج اشباح به این صورته که مدتی مثلاً 10 سال با هم توافق می‌کنند و بعد اگه خواستند تمدیدش می‌کنند). کوردا میگفت که آرا در این تخته‌ها بهترینه و کمتر کسی هست که بتونه اونو شکست بده. آرا دارن رو به مسابقه دعوت کرد. کوردا و وینز مخالف بودند اما دارن قبول کرد و علی‌رغم مسابقه‌ای پایاپای در نهایت به آرا باخت. دارن وقتی به هوش اومد لارتن رو بالای سرش دید. لارتن میگفت که مگه خل شدی که با آرا مسابقه دادی؟اما دارن میفهمید که لارتن قلبا از این ماجرا خوشحاله و همینطور سایر اشباح دیگه به دارن احترام میگذارند. دارن و لارتن به حضور شاهزاده‌ها فرا خوانده شدند. در اونجا چهار صندلی برای شاهزاده‌ها بود که یکیش خالی بود.صندلی اول مربوط به مسن‌ترین شبح یعنی پاریس اسکیل بود. پاریس 800 سال عمر کرده بود و داشت آخرین روزهای زندگیشو میگذروند. نفر دوم شاهزاده‌ای بود که یک دست سیاه پوشیده بود و نامش میکا ورلت بود. نفر سوم شاهزاده طاسی بود که روی هر دو بازوش عکس پلیکان رو خالکوبی کرده بود. این شاهزاده که همسرش به دست شبح واره‌ها کشته شده بود اسمش ارو بود.صندلی آخر مربوط به شاهزاده غایب یعنی ونچا مارچ بود. لارتن میگفت که همواره حداقل یکی از شاهزاده‌ها بیرون از کوهستان میمونه تا اگر اتفاقی برای کوهستان افتاد اون بقیه اشباح رو جمع کنه و برای نجات کوهستان بیاد. اون‌ها مدت زیادی در تالار منتظر بودند. بحث دربارهٔ ارباب شبح واره‌ها خیلی جدی پیگیری میشد و دغدغه تمام اشباح بود اما بالاخره پاریس دارن و لارتن رو فراخواند. اون‌ها از لارتن توضیح منطقی میخواستند اما لارتن توضیح خاصی نداشت. میکا میگفت که باید دارن رو از قبیله بیرون کنند اما با صحبت‌های چند نفر از اشباح از جمله آرا مبنی بر شجاعت بالای دارن اون‌ها تصمیم گرفتند که دارن رو امتحان کنند. دارن باید در یک سری آزمون سخت برای اثبات لیاقتش شرکت می‌کرد. با اینکه این آزمون‌ها فقط برای اشباح کامل یود اما دارن و لارتن هردو این موضوع رو پذیرفتند. بعد دارن همراه با کوردا و گاونر و هارکات از تالار بیرون اومد ولی لارتن موند تا برای شاهزاده‌ها داستان مرلو رو توضیح بده. بیرون از تالار کوردا با این تصمیم مخالف بود و میگفت که دارن ممکنه در این آزمون‌ها بمیره. دارن میگفت نگران نباشید اگر دیدم نمیتونم یک آزمون رو برنده بشم خودمو به مصدومیت میزنم و بیرون میام. بعد کوردا به گاونر گفت اون وقتی داره این حرفو میزنه که کار از کار گذشته. ما باید اول همه چیز رو براش توضیح میدادیم قبل از اینکه این تصمیم احمقانه رو بگیره. کوردا به دارن گفت که شکست در هر یک از این پنج آزمون فقط یک معنی داره و اون مرگ تو هستش. اگه در حین آزمون نمیری اون‌ها تو رو به تالار اعدام میبرند و و اونجا اعدامت می‌کنند. و اینجا بود که دارن بهت زده به آینده خویش نگاه می‌کرد...

## نکته
جی‌کی‌رولینگ خواندن این کتاب را برای هری پاتر دوستان توصیه کرده‌است.(به عکس جلد نسخه آمریکایی دقت کنید)

## منبع
کتاب کوهستان شبح نوشته دارن شان